# Leyla Metin
Leyla Metin (ur. 1 stycznia 1988) – turecka zapaśniczka walcząca w stylu wolnym. Zajęła ósme miejsce na mistrzostwach świata w 2008. Jedenasta na mistrzostwach Europy w 2011. Piąta na igrzyskach śródziemnomorskich w 2013. Mistrzyni śródziemnomorska w 2011 roku.